# Porte de Bagnolet (métro de Paris)
Pour les articles homonymes, voir Bagnolet (homonymie).
Porte de Bagnolet est une station de la ligne 3 du métro de Paris, située dans le 20e arrondissement de Paris.

## Situation
La station est implantée au sud du quartier Saint-Fargeau, à proximité de ses limites administratives avec le quartier du Père-Lachaise au sud-ouest et le quartier de Charonne au sud. Elle se trouve sous la rue Belgrand, à l'ouest de la porte de Bagnolet. entre la place Édith-Piaf et la place de la Porte-de-Bagnolet. Orientée selon un axe est-ouest, elle s'intercale entre la station Gambetta et le terminus oriental de Gallieni. En direction de Pont de Levallois - Bécon, elle est suivie de deux raccordements de service, le premier avec les ateliers de Saint-Fargeau et le second avec la ligne 3 bis via l'ancienne boucle terminale de Gambetta, tous deux embranchés en talon.

## Histoire
La station est ouverte le 2 avril 1971 avec la mise en service du dernier prolongement de la ligne 3 depuis Gambetta jusqu'à son terminus oriental actuel de Gallieni, lequel se substitue à l'ancien tronçon terminal jusqu'à Porte des Lilas, isolé le 27 mars précédent pour constituer l'actuelle ligne 3 bis. Cette déviation de la ligne a pour objectif d'irriguer le secteur de la porte de Bagnolet, insuffisamment desservi par les transports en commun jusqu'alors malgré une forte demande, tout en évitant une exploitation en fourche compte tenu du déséquilibre de trafic escompté entre les deux branches.
Avec Porte de Pantin sur la ligne 5, Porte d'Italie sur la ligne 7 et Porte Dorée sur la ligne 8, la station fait partie des quatre construites aux portes de Paris sans avoir joué le rôle de terminus à l'origine. C'est également la plus récente à assurer la desserte d'une porte de la capitale, et la seule ainsi aménagée à sa périphérie au-delà de la Seconde Guerre mondiale.
Elle doit sa dénomination à sa proximité avec la porte de Bagnolet, laquelle tire son nom du fait qu'elle côtoie la commune de Bagnolet. Celle-ci avait antérieurement donné son nom à la station Bagnolet de la ligne 2, renommée Alexandre Dumas le 13 septembre 1970 afin d'éviter toute confusion avec la station de la ligne 3, alors en construction et géographiquement plus proche de la ville précitée.
Dans le cadre du programme « Renouveau du métro » de la RATP, les couloirs de la station et la salle de distribution sont entièrement rénovés le 16 novembre 2004, ce qui entraîne le retrait du carrelage beige biseauté des années 1970 sur les piédroits au profit de la faïence blanche biseautée traditionnelle du métro de Paris, typique des stations plus anciennes.
Du 11 mai 2019 au 17 août 2020, l'accès no 2 « Boulevard Mortier », comprenant un escalier fixe doublé d'un escalier mécanique pour la montée, est fermé au public afin d'être modifié et complété d'une seconde trémie dotée d'un deuxième escalier roulant réservé à la descente.

### Fréquentation
Selon les estimations de la RATP, la station a vu entrer 4 020 800 voyageurs en 2019, ce qui la place à la 115e position des stations de métro pour sa fréquentation.En 2020, avec la crise du Covid-19, son trafic annuel tombe à 2 244 934 voyageurs, la classant alors au 102e rang, avant de remonter progressivement en 2021 avec 3 085 790 entrants comptabilisés, ce qui la place à la 101e position des stations du réseau pour sa fréquentation cette année-là.

## Services aux voyageurs

### Accès
La station dispose de cinq accès, répartis en six bouches de métro et agrémentés pour chacun d'un mât avec un « M » jaune inscrit dans un cercle ainsi que d'une balustrade de facture simple, en acier peint en vert (modèle apparu après la Seconde Guerre mondiale) :
- l'accès no 1 « Boulevard Davout », constitué d'un escalier fixe doublé d'un escalier mécanique montant, débouchant au droit du no 221 du boulevard précité ;
- l'accès no 2 « Boulevard Mortier », également constitué d'un escalier fixe et d'un escalier mécanique montant, se trouvant au sud-est de la Place Sully-Lombard ;
- l'accès no 3 « Rue de la Py », constitué d'un escalier fixe, se situant au droit du no 60 de la rue Belgrand ;
- l'accès no 4 « Rue Belgrand », constitué d'un escalier fixe, débouchant face au no 50 de cette rue ;
- l'accès no 5 « Place Édith-Piaf », constitué d'un escalier fixe, se trouvant au sud-est de ladite place, face au no 5 de la rue de la Py.

Accès à la station
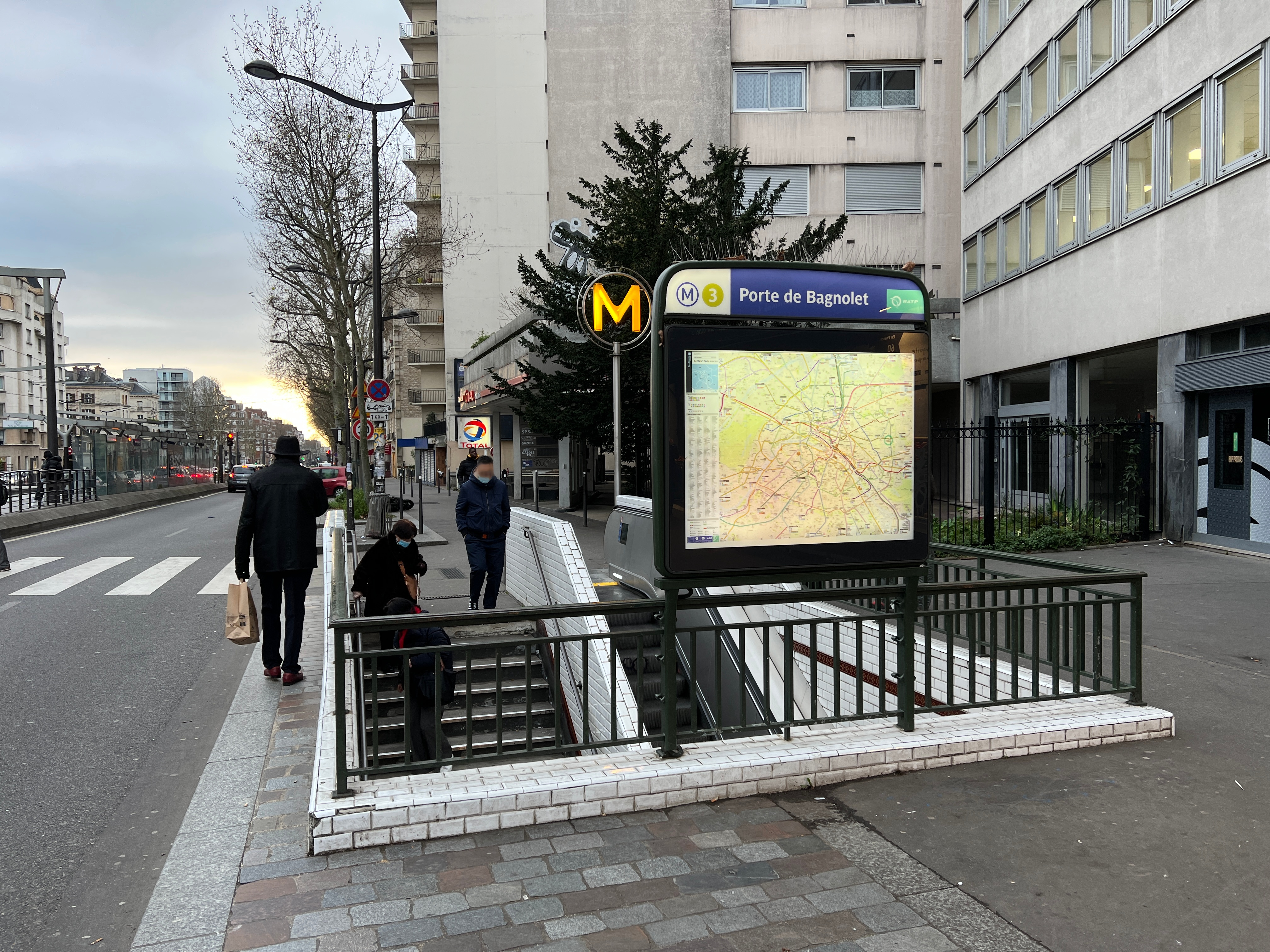
Accès no 1, « Boulevard Davout ».
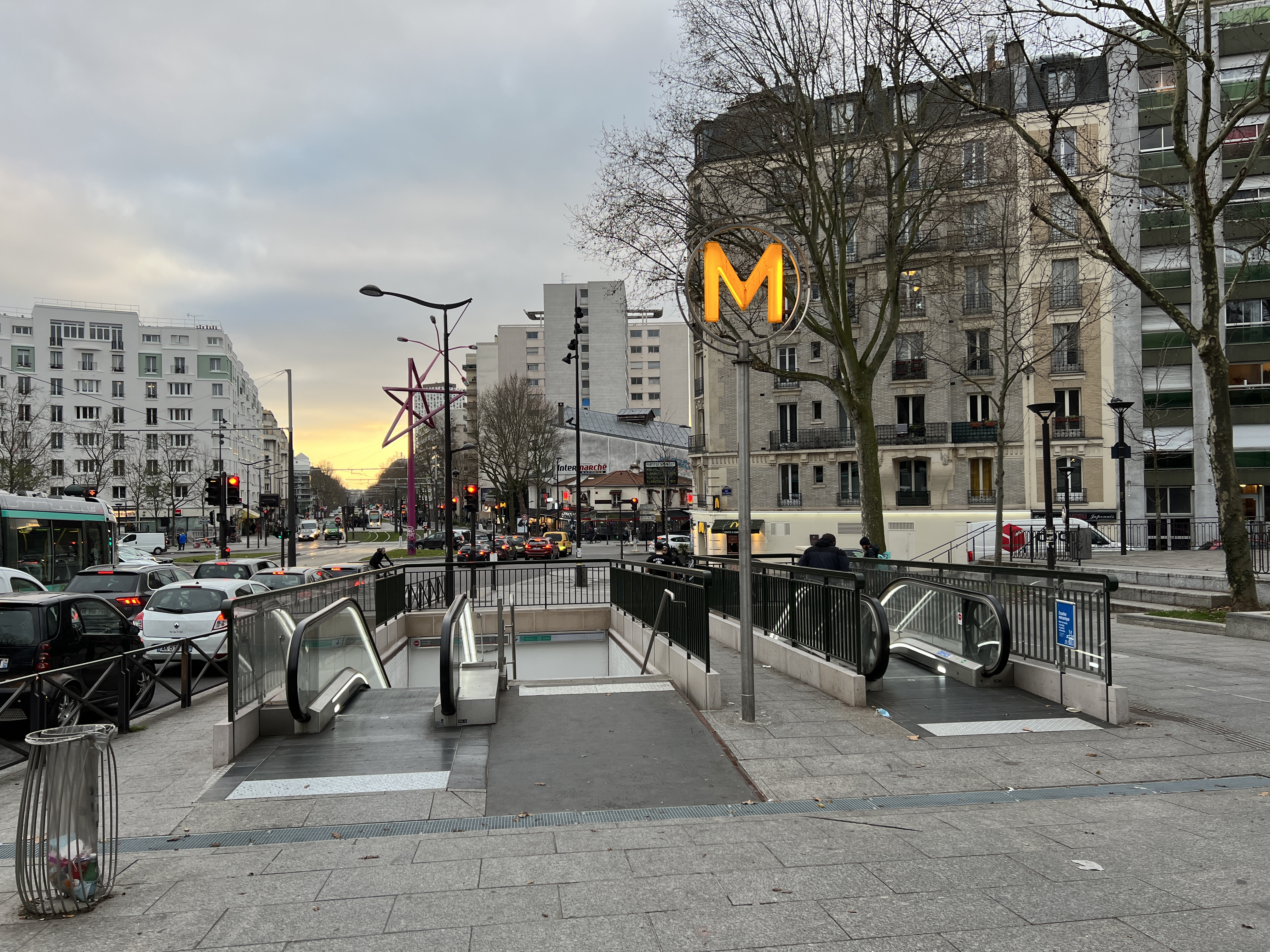
Accès no 2, « Boulevard Mortier ».
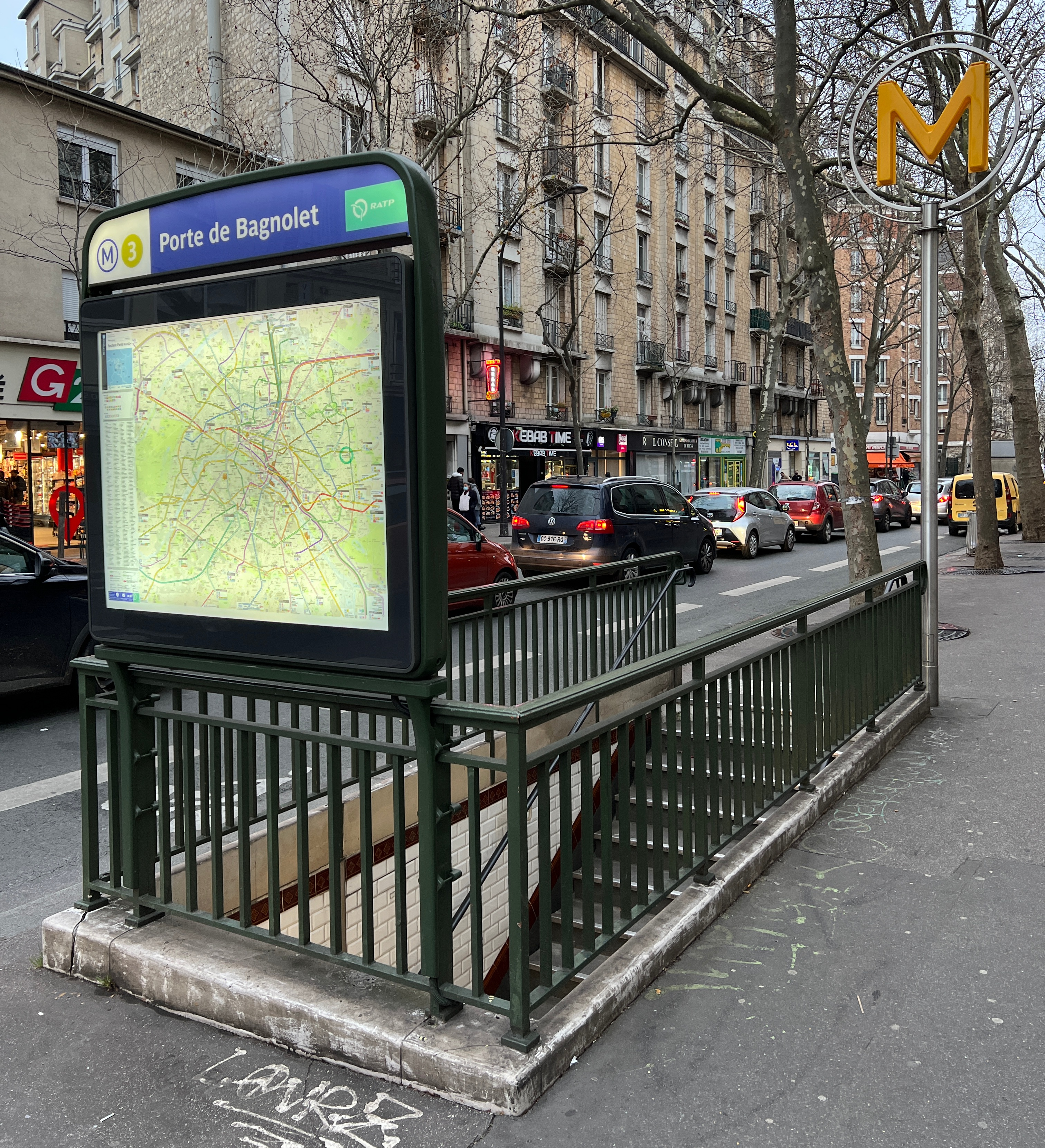
Accès no 3, « Rue de la Py ».
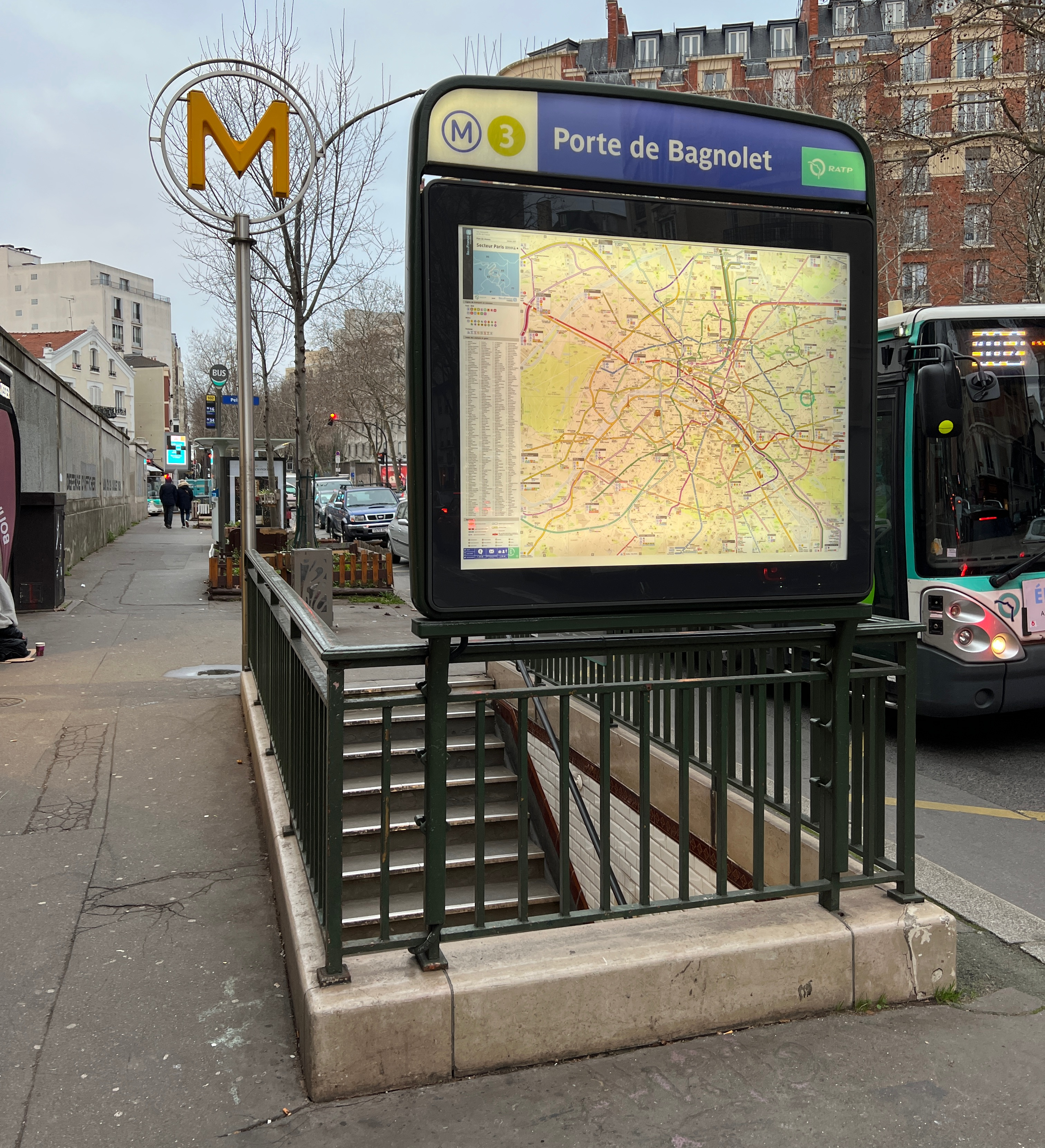
Accès no 4, « Rue Belgrand ».
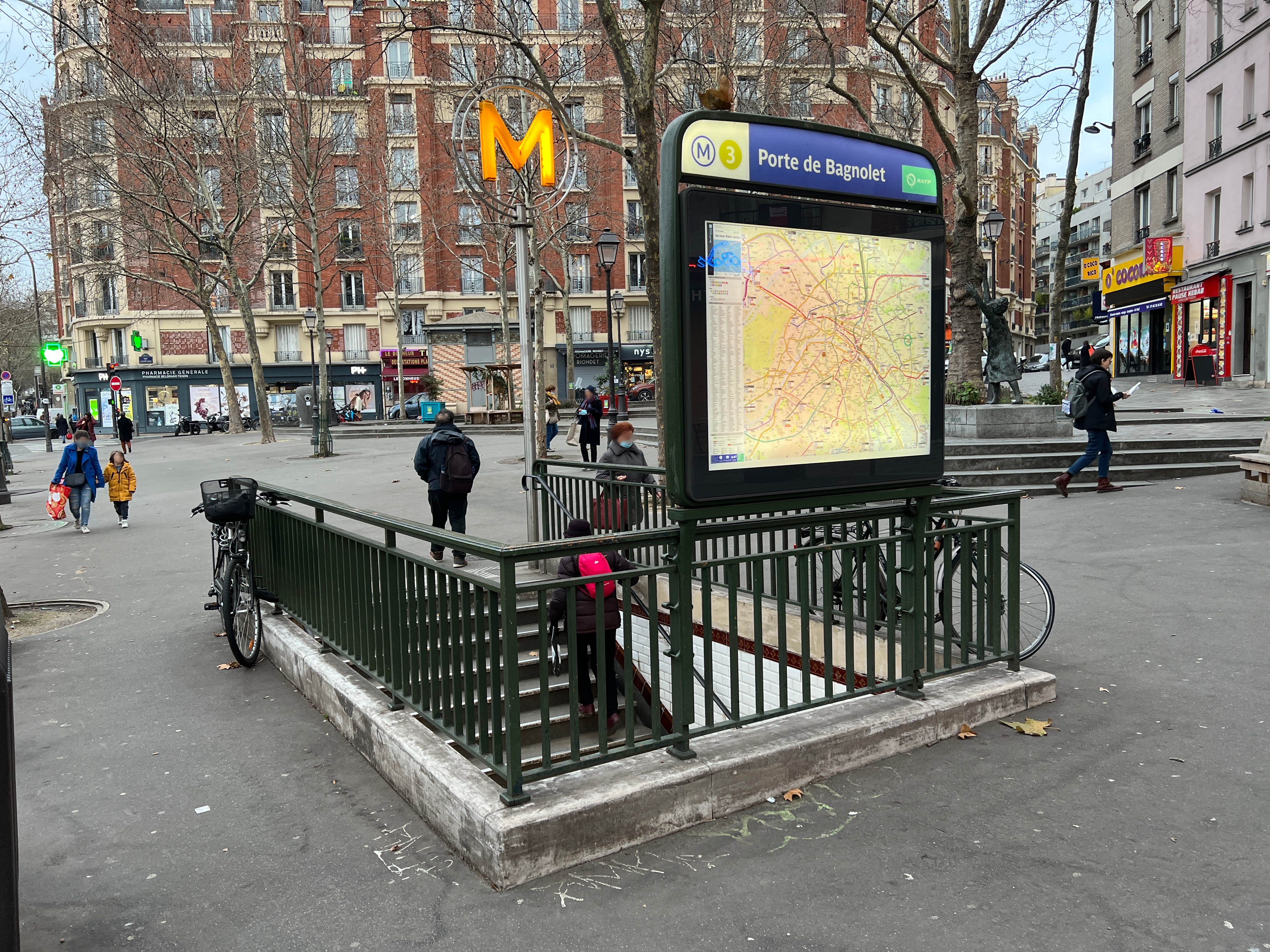
Accès no 5, « Place Édith-Piaf ».

Les piédroits des couloirs et de la salle de distribution sont recouverts du traditionnel carrelage blanc biseauté à la suite de leur modernisation achevée fin 2004, ce qui constitue une décoration anachronique pour une station édifiée dans les années 1970 sur le réseau ferré de la RATP. Ce carrelage recouvre également les murets de la trémie d'accès no 1, qui partageait cette particularité avec l'accès no 2 jusqu'à sa modification en 2020.

### Quais
Porte de Bagnolet est une station de configuration standard : elle possède deux quais de 105 mètres de longueur séparés par les voies du métro situées au centre et la voûte est elliptique. Toutefois, en raison de la nature difficile du sous-sol, composé d'un mélange anarchique de gypse, de sable et d'argile, elle est établie sur quatre-vingts pieux d'un mètre de diamètre, ancrés dans le calcaire à vingt-sept mètres de profondeur.
La décoration, typique des années 1970, est relativement similaire au style « Mouton-Duvernet » avec des piédroits recouverts de carreaux beiges biseautés posés verticalement et alignés (que l'on retrouve également au terminus voisin de Gallieni ainsi qu'à la station Kléber sur la ligne 6) ainsi qu'une voûte simplement peinte en blanc et laissée dans la pénombre. L'éclairage est assuré par deux bandeaux suspendus, d'un modèle que l'on retrouvait à la station Gambetta de la même ligne jusqu'à sa rénovation en 2007, et qui existe toujours aux stations École vétérinaire de Maisons-Alfort et Maisons-Alfort - Stade sur la ligne 8, mises en service à la même époque. Les cadres publicitaires, métalliques, sont gris et en saillie, tandis que le nom de la station est inscrit en police de caractères Parisine sur des plaques émaillées. Les sièges sont de style « Motte » de couleur rouge.

Quais de la station
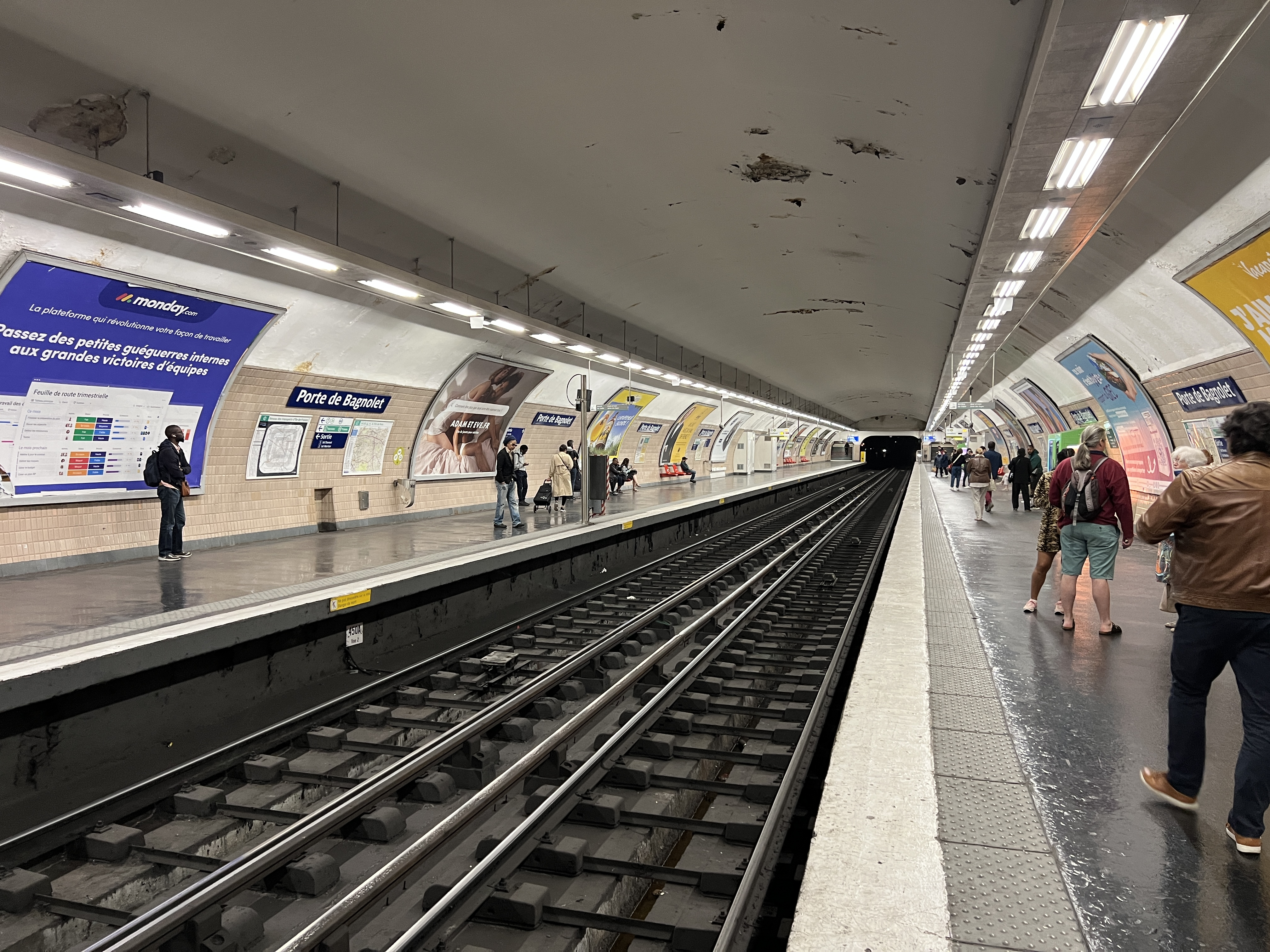
Vue générale des quais.
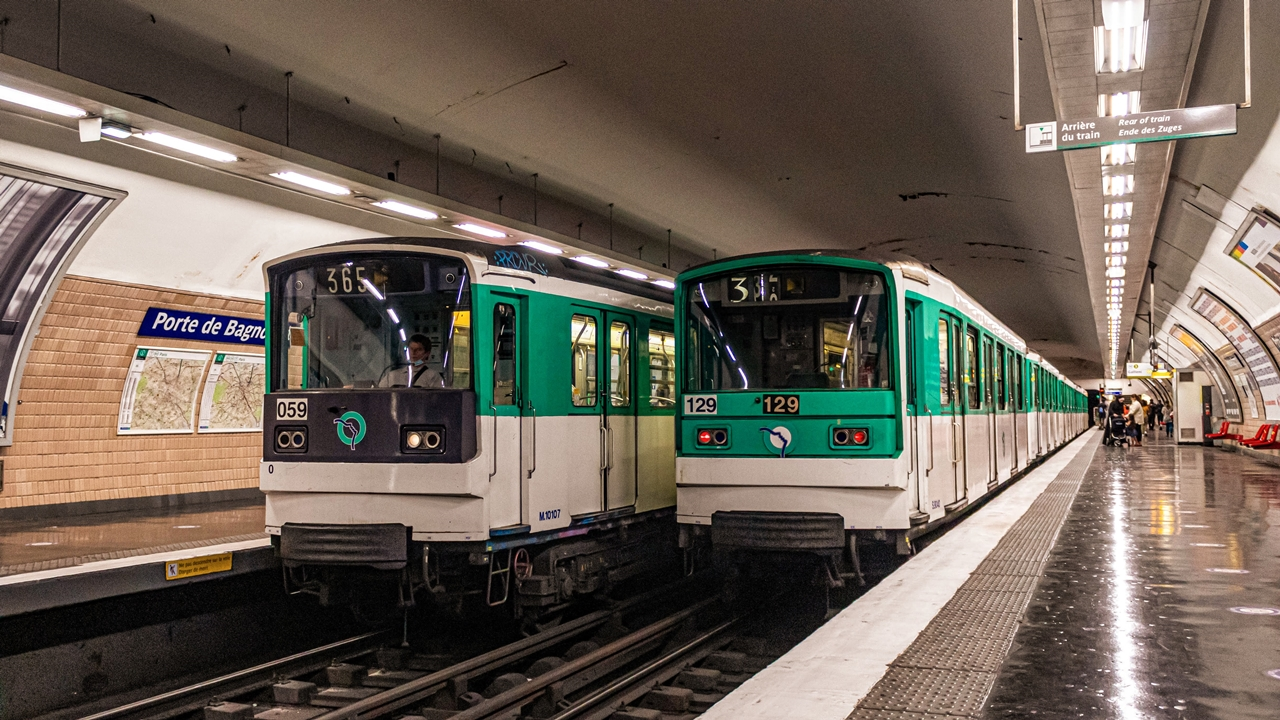
Deux rames MF 67 à quai.
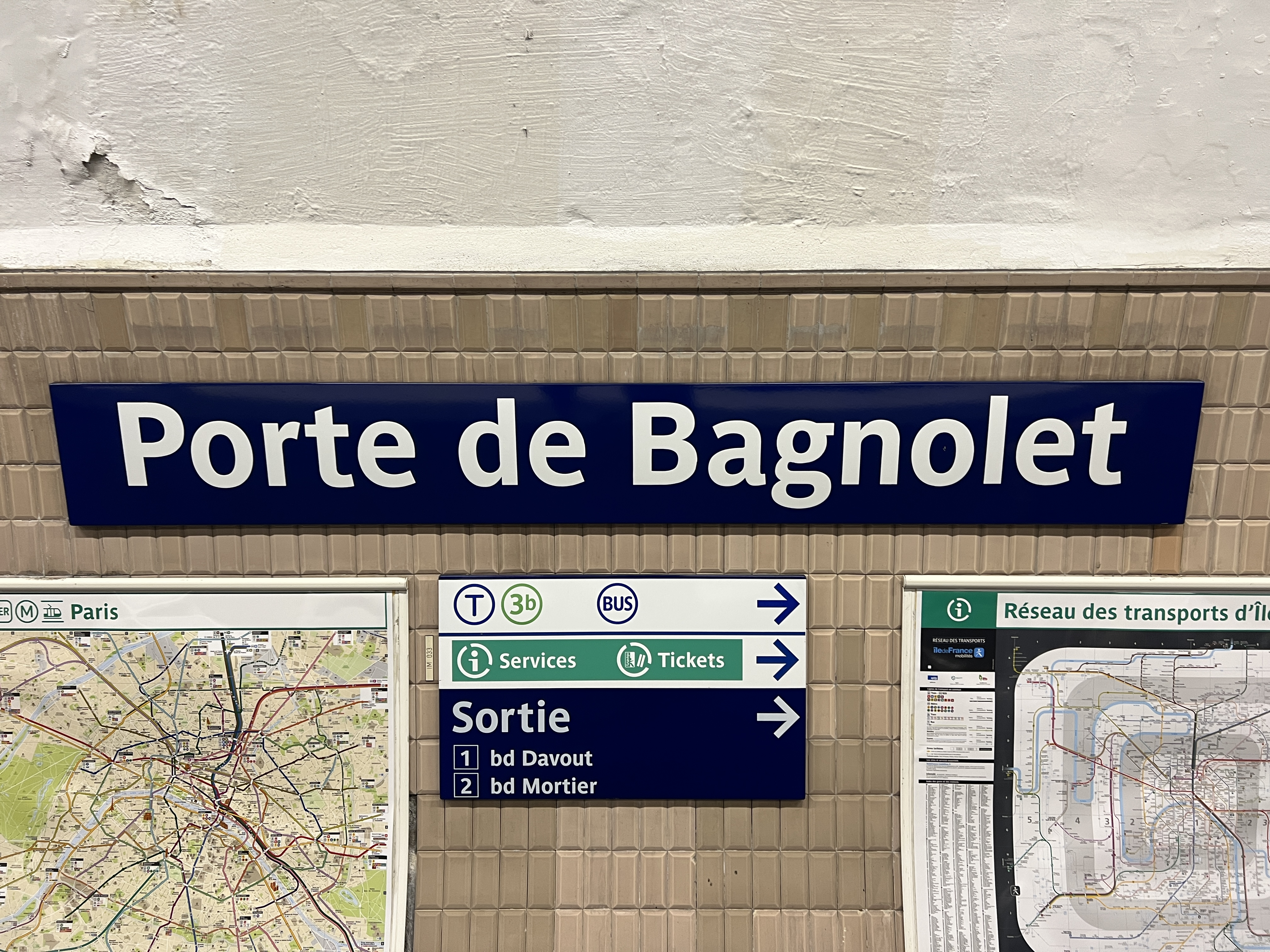
Plaque émaillée indiquant le nom de la station.

### Intermodalité
La station est desservie par la ligne de tramway T3b, par les lignes de bus 57, 76, 102 et 351 du réseau de bus RATP et, la nuit, par les lignes N16, N34, N141 et N142 du Noctilien.

## À proximité
- Porte de Bagnolet
- Campagne à Paris
- Twisted Lamppost Star
- Square Séverine
- Église du Cœur-Eucharistique-de-Jésus
- Square Emmanuel-Fleury
- Jardin de l'Hospice-Debrousse
- Jardin Nicole-Maestracci
- Église Saint-Cyrille-Saint-Méthode
- Église Saint-Germain de Charonne
- Cimetière de Charonne
- Réservoir de Charonne
- La Flèche d'or
- Square Henri-Karcher
- Square des Grès
- Square de la Salamandre
- Théâtre aux Mains nues
- Parc Aretha-Franklin